# Cabeço do Forcado
O Cabeço do Forcado é uma elevação portuguesa localizada no concelho da Madalena, ilha do Pico, arquipélago dos Açores.
Este acidente geológico tem o seu ponto mais elevado a 874 metros de altitude acima do nível do mar. Nas imediações desta formação encontra-se o Cabeço do João Duarte e nasce a Ribeira dos Biscoitos.